# Estación de Guadajoz
Guadajoz es una estación ferroviaria situada en el municipio español de Carmona en la provincia de Sevilla, comunidad autónoma de Andalucía. Se encuentra ubicada en la barriada de Guadajoz. Las instalaciones forma también de la Línea C-1 de la red de Cercanías Sevilla.

## Situación ferroviaria
La estación se encuentra en el punto kilométrico 531,4 de la línea férrea de ancho ibérico Alcázar de San Juan-Cádiz a 33,43 metros de altitud. El tramo es de vía doble y está electrificado. 

## Historia
La estación fue abierta al tráfico el 2 de junio de 1859 con la puesta en marcha del tramo Lora del Río-Sevilla de la línea que pretendía unir Sevilla con Córdoba. Las obras y la explotación inicial de la concesión corrieron a cargo de la Compañía del Ferrocarril de Córdoba a Sevilla que se constituyó a tal efecto. En 1875, MZA compró la compañía para unir la presente línea al trazado Madrid-Córdoba logrando unir así Madrid con Sevilla. En 1876 entró en servicio un pequeño ramal que partía de la estación y llegaba hasta Carmona, lo que convirtió a la estación en un nudo ferroviario.
En 1941, tras la nacionalización de los ferrocarriles de ancho ibérico, las instalaciones pasaron a manos de la empresa estatal RENFE. En 1970 se clausuró el ramal a Carmona, siendo este desmantelado. Desde el 1 de enero de 2005 el organismo Adif es el titular de las instalaciones ferroviarias.

## Servicios ferroviarios

### Cercanías
La estación está integrada dentro de la Línea C-1 de la red de Cercanías Sevilla.
| procedencia/destino | < estación   | Línea | estación >  | destino/procedencia |
| ------------------- | ------------ | ----- | ----------- | ------------------- |
| Lora del Río        | Lora del Río |       | Los Rosales | UtreraLebrija       |